# (977) Philippa
(977) Philippa ist ein Asteroid des Hauptgürtels, der am 6. April 1922 vom russischen Astronomen Beniamin Pawlowitsch Schechowski in Algier entdeckt wurde.
Der Name des Asteroiden ist abgeleitet von Baron Philippe de Rothschild, einem französischen Finanzier.